# Монаково (Московская область)
Монаково — деревня в Наро-Фоминском городском округе Московской области России. 

## География
Деревня расположена в западной части района, в 3,5 км к северо-востоку от города Верея, высота центра над уровнем моря 196 м. Ближайшие населённые пункты — Годуново в 2 км на запад, Купелицы в 1,7 км на юг и Тютчево — в 2,5 км на восток.

## История
С 1995 до 2006 гг. деревня входила в Симбуховский сельский округ, с 2006 до 2017 гг. — в городское поселение Верея Наро-Фоминского района. 

## Население
| 2002 | 2006 | 2010 |
| ---- | ---- | ---- |
| 7    | ↗9   | ↗10  |

Численность постоянно проживающего населения на 2006 год составляла 9 человек, в деревне числятся 2 садовых товарищества. 